# Будимлянско-Никшичская епархия
Будимля́нско-Ни́кшичская епархия (серб. Епархија будимљанско-никшићка) — епархия Сербской православной церкви с центром в Беране (Черногория).

## История
Будимлянская епископия — одна из первых епархий средневековой Сербской церкви, так как она была основана в 1219 году на соборе в монастыре Жича. Резиденция епископата с момента основания находилась в Георгиевском монастыре, т.е. в Джурджеви-Ступови в Беране.
Епархия создана в мае 2001 года решением Архиерейского собора Сербской православной церкви; её территория была выделена из состава Черногорско-Приморской епархии. В состав епархии вошли десять районов Черногории: Андриевица, Беране, Биело-Поле, Жабляк, Мойковац, Никшич, Плав, Плужине, Рожай и Шавник. Территория епархии была разделена на три архиерейские наместничества: Биело-Польское, Беранско-Андриевицкое и Никшичско-Шавничское.
С 2002 года издается епархиальный журнал «Свевиђе».

## Епископы
Епископы и митрополиты Будимланские
- Иаков (13. век)
- Каллиник (13. век)
- Феофил (1251—1252)
- Спиридон (13. век)
- Герман I (13. век)
- Неофит (13. век)
- Герман II (1292—1309)
- Николац (ок. 1318)
- Василий I
- Макарий I
- Макарий II
- Савва (14. век)
- Василий II (упом. 1532)
- Матфей (упом. 1552)

Митрополиты Лимские
- Филофей (упом. 1442),

Епископы Будимлянские (Печская патриархия)
- Геннадий (упом. 1559),
- Герасим
- Феофил (упом. 1615),
- Григорий
- Ефтимий
- Паисий (Колашинович) (1639—1654)
- Ефрем (упом. 1709)
- Евфтимий (Дамьянович) (1725—1737)

Епископы Петрушские или Лимские (Печская патриархия)
- Максим (упом. 1572),
- Герасим (17. век),
- Иоанн (17. век),

Митрополиты Оногошские (Печская патриархия)
- Паисий Требешанин (до 1651)
- Василий Острожский (1651—1671)

Будимлянское викариатство
- Николай (Йоканович) (12 июля 1938 — 8 декабря 1939)
- Иоанникий (Липовац) (11 февраля — 11 декабря 1940)
- Валериан (Стефанович) (26 января 1941 — 20 мая 1947)

Епископы Будимлянско-Полимские
- Макарий (Джорджевич) (2 июня 1947 — июнь 1955)
- Герман (Джорич) (1955—1956) в/у, еп. Будимский

Будимлянское викариатство
- Андрей (Фрушич) (28 июня 1959 — 20 мая 1961)
- Иоанникий (Мичович) (3 июня 1999 — 31 мая 2002)

Епископы Будимлянско-Никшичские
- Иоанникий (Мичович) (31 мая 2002 — 29 мая 2021)
- Мефодий (Остоич) (с 29 мая 2021 года)